# Villa María (Tiatucura)
Villa María (Tiatucura) ist eine Ortschaft in Uruguay.

## Geographie
Sie befindet sich auf dem Gebiet des Departamento Paysandú in dessen Sektor 6. Villa María (Tiatucura) liegt am Arroyo Tiatucura ostnordöstlich von Morató und südwestlich der Ortschaft Arbolito, westlich der Grenze zum Nachbardepartamento Tacuarembó, die hier vom Arroyo Salsipuedes Grande gebildet wird.

## Infrastruktur
Villa María (Tiatucura) liegt etwa 12 Kilometer von der Estación Totoral der Eisenbahnlinie Salto – Paso de los Toros entfernt.

## Einwohner
Für Villa María (Tiatucura) wurden bei der Volkszählung im Jahr 2004 67 Einwohner registriert.
| Jahr | Einwohner |
| ---- | --------- |
| 1963 | 212       |
| 1975 | 121       |
| 1985 | 81        |
| 1996 | 53        |
| 2004 | 67        |

Quelle: Instituto Nacional de Estadística de Uruguay